# Lothey
Lothey är en kommun i departementet Finistère i regionen Bretagne i västra Frankrike. Kommunen ligger i kantonen Pleyben som tillhör arrondissementet Châteaulin. År 2022 hade Lothey 444 invånare.

## Befolkningsutveckling
Antalet invånare i kommunen Lothey
Referens:INSEE